# Liste der Monuments historiques in Pouilly-en-Auxois
Die Liste der Monuments historiques in Pouilly-en-Auxois führt die Monuments historiques in der französischen Gemeinde Pouilly-en-Auxois auf.

## Liste der Immobilien
| Bezeichnung                | Beschreibung                                                             | Standort                      | Kennzeichnung | Schutzstatus | Datum | Bild           |
| -------------------------- | ------------------------------------------------------------------------ | ----------------------------- | ------------- | ------------ | ----- | -------------- |
| Monumentalkreuz            | Monumentalkreuz mit Kanzel und Altar, zweite Hälfte des 15. Jahrhunderts | Rue Notre-Dame (Lage)         | PA00112596    | Classé       | 1897  | weitere Bilder |
| Monuments aux Morts        | Gefallenendenkmal, 1920 errichtet, Bildhauer Paul Gasq                   | Place de la Libération (Lage) | PA21000087    | Inscrit      | 2016  |                |
| Kapelle Notre-Dame-Trouvée | Wallfahrtskapelle, Mitte des 13. Jahrhunderts                            | Rue Notre-Dame (Lage)         | PA00112597    | Classé       | 1897  | weitere Bilder |

## Liste der Objekte
| Bezeichnung                                  | Beschreibung                                                                            | Standort                                 | Kennzeichnung | Schutzstatus | Datum | Bild           |
| -------------------------------------------- | --------------------------------------------------------------------------------------- | ---------------------------------------- | ------------- | ------------ | ----- | -------------- |
| Grablegungsgruppe                            | Kalkstein, bezeichnet 1521                                                              | in der Kapelle Notre-Dame-Trouvée (Lage) | PM21001764    | Classé       | 1897  |                |
| Kanzel                                       | Holz, zweite Hälfte des 15. Jahrhunderts                                                | in der Kapelle Notre-Dame-Trouvée (Lage) | PM21001765    | Classé       | 1897  |                |
| Skulptur Schwarze Madonna                    | Darstellung der Madonna mit Kind; Holz, farbig gefasst, 12. Jahrhundert; 1980 gestohlen | in der Kapelle Notre-Dame-Trouvée (Lage) | PM21001766    | Classé       | 1907  |                |
| Kreuzigungstriptychon                        | Ölfarbe auf Holz, bezeichnet 1620                                                       | in der Kapelle Notre-Dame-Trouvée (Lage) | PM21001767    | Classé       | 1907  |                |
| Skulptur Johannes der Täufer                 | Kalkstein, 16. Jahrhundert                                                              | in der Kapelle Notre-Dame-Trouvée (Lage) | PM21001768    | Classé       | 1912  |                |
| Skulptur Heilige Margaretha                  | Kalkstein, 16. Jahrhundert                                                              | in der Kapelle Notre-Dame-Trouvée (Lage) | PM21001769    | Classé       | 1912  |                |
| Skulptur Heilige Barbara (1)                 | Kalkstein, zweite Hälfte des 15. Jahrhunderts                                           | in der Kapelle Notre-Dame-Trouvée (Lage) | PM21001770    | Classé       | 1912  |                |
| Skulptur Heilige Barbara (2)                 | Kalkstein, zweite Hälfte des 15. Jahrhunderts                                           | in der Kapelle Notre-Dame-Trouvée (Lage) | PM21001771    | Classé       | 1912  |                |
| Skulptur Ecce homo                           | Kalkstein, 16. Jahrhundert                                                              | in der Kapelle Notre-Dame-Trouvée (Lage) | PM21001772    | Classé       | 1912  |                |
| Skulptur Heiliger Nikolaus                   | Kalkstein, 16. Jahrhundert                                                              | in der Kapelle Notre-Dame-Trouvée (Lage) | PM21001774    | Classé       | 1912  |                |
| Skulptur Heilige Katharina von Alexandrien   | Kalkstein, 16. Jahrhundert                                                              | in der Kapelle Notre-Dame-Trouvée (Lage) | PM21001775    | Classé       | 1912  |                |
| Skulptur Heiliger Dionysius                  | Kalkstein, 16. Jahrhundert                                                              | in der Kapelle Notre-Dame-Trouvée (Lage) | PM21001776    | Classé       | 1912  |                |
| Drei Engelsskulpturen mit Passionawerkzeugen | Kalkstein, 16. Jahrhundert                                                              | in der Kapelle Notre-Dame-Trouvée (Lage) | PM21001778    | Classé       | 1912  |                |
| Skulptur Heiliger Crispinus                  | Holz, farbig gefasst, 17. Jahrhundert; 1980 gestohlen                                   | in der Kapelle Notre-Dame-Trouvée (Lage) | PM21001779    | Classé       | 1974  |                |
| Josefsaltar                                  | Tabernakel; Holz, vergoldet, um 1700                                                    | in der Kirche St-Pierre (Lage)           | PM21004853    | Inscrit      | 2009  |                |
| Gemälde Madonna im Rosenhag                  | Ölfarbe auf Leinwand, vergoldeter Holzrahmen, 17. Jahrhundert                           | in der Kirche St-Pierre (Lage)           | PM21004854    | Inscrit      | 2009  |                |
| Elektrischer Schleppkahn                     | 1887 in Lyon gebaut                                                                     | Rue du Port, am Kanalhafen (Lage)        | PM21004272    | Inscrit      | 1997  | weitere Bilder |
| Ein Schubboot und drei Kähne                 | vom Ende des 19. Jahrhunderts                                                           | Rue du Port, am Kanalhafen (Lage)        | PM21004464    | Inscrit      | 2004  |                |
| Eisbrecher                                   | vom Ende des 19. Jahrhunderts                                                           | Rue du Port, am Kanalhafen (Lage)        | PM21004465    | Inscrit      | 2004  |                |
| Pietà                                        | Kalkstein, zweite Hälfte des 15. Jahrhunderts                                           | in der Kapelle Notre-Dame-Trouvée (Lage) | PM21001777    | Classé       | 1912  |                |
| Laborpresse                                  | Anfang des 20. Jahrhunderts gebaut                                                      | im EHPAD Les Arcades (Lage)              | PM21004970    | Inscrit      | 2013  |                |
| Autoklav                                     | Anfang des 20. Jahrhunderts gebaut                                                      | im EHPAD Les Arcades (Lage)              | PM21004971    | Inscrit      | 2013  |                |